# Південнобісмаркська плита

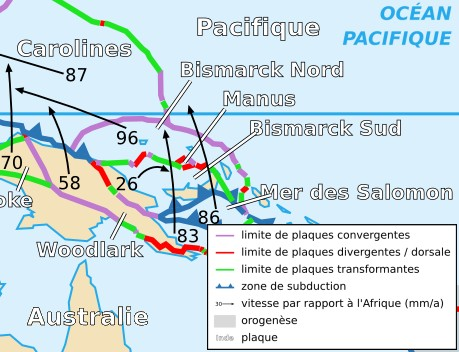
Мапа розташування Південнобісмарської плити (Plaque de Bismarck Sud)

Південнобісмаркська плита — тектонічна мікроплита. Має площу 0,00762 стерадіан. Зазвичай асоціюється з Тихоокеанською плитою.
Є підмурівком частини архіпелагу Бісмарка (Нова Британія), частини північно-східного узбережжя Нової Гвінеї, північного заходу Соломонового моря, і південної ччастини моря Бісмарка.
Конвергентна границя на південній межі, включаючи зони субдукції, утворили Нову Британію та Соломонові острови.
Межує з плитами Вудларк, Північнобісмаркською, Манус й плитою Соломонового моря.